# Elissa Wundersitz
Elissa Wundersitz, née le 2 septembre 1995 à Perth, est une coureuse cycliste australienne.

## Palmarès sur piste

### Coupe du monde
- 2013-2014
  - 3e de la poursuite par équipes à Manchester
  - 3e de la poursuite par équipes à Guadalajara
- 2014-2015
  - 1re de la poursuite par équipes à Cali

### Championnats d'Océanie
- 2012
  -  Médaillée de bronze de la poursuite par équipes
- 2013
  -  Médaillée d'argent du scratch
  -  Médaillée d'argent de la poursuite par équipes
- 2014
  -  Médaillée d'argent de la poursuite par équipes
  -  Médaillée de bronze de l'omnium
- 2015
  -  Médaillée d'argent de la poursuite par équipes
  -  Médaillée de bronze de l'omnium

### Championnats nationaux
- 2013
  -  Championne d'Australie du scratch juniors
- 2014
  - 2e de la poursuite par équipes
- 2015
  - 2e de l'omnuim
- 2016
  - 2e de l'omnuim